# Naji al-Ali
Naji al-Ali, né vers 1937 en Palestine et mort assassiné le 29 août 1987, en Grande-Bretagne , est un caricaturiste palestinien. 

## Présentation
À la suite de l'exode palestinien de 1948, sa famille s'est réfugiée dans camp libanais de Ain al-Hilweh.
Durant sa carrière, il a produit environ 10 000 dessins, bien que le chiffre de 40 000 apparaissent le plus souvent, la plupart décrivant la situation du peuple palestinien. Il fut découvert par Ghassan Kanafani et ses premiers dessins prêchèrent l'espoir et la révolution. Il a travaillé au Koweït pour le journal Al Qabas pendant trois années puis il s'est installé à Londres après avoir été expulsé du Koweït en 1985.
Les caricatures de Naji al-Ali expriment la lutte et la résistance à l'État israélien qui occupe la Palestine depuis 1948. Il disait que ses caricatures étaient : « l'expression des opprimés qui paient cher leurs vies, portant sur leurs épaules le fardeau des erreurs commises par les autorités. Tout ce qu'ils possèdent a été acquis avec peine, sous le siège constant de la dureté et de la cruauté. Ils luttent pour leur vie et meurent jeunes, ensevelis dans les tombes dépouillées. Ils sont toujours sur la défensive pour pouvoir vivre. Je vis avec eux dans les cachots, observant et brûlant à la pulsion de leurs cœurs, au flot du sang qui coule dans leurs veines. »
Il fut atteint d'une balle dans la tête le 22 juillet 1987 à Londres et succomba à ses blessures à Charing Cross Hospital à Fulham un mois plus tard, et fut le premier caricaturiste à être assassiné pour ses dessins.
En 1988, l'Association mondiale des journaux attribue le prix Golden Pen of Freedom, reçu par sa femme Widad et son fils Khaled. L'Association mondiale des journaux le décrit comme un des plus grands caricaturistes depuis la fin du XXe siècle.

## Handala
Handala est un personnage créé par Naji al-Ali. Il est apparu pour la première fois en 1969 dans le journal koweitien Alsiyassa (La politique). C'est un petit garçon âgé de 10 ans, l'âge qu'avait Naji al-Ali lorsqu'il avait quitté la Palestine, pieds nus comme tous les enfants qui habitent les camps de réfugiés palestiniens. 
Handala est situé dans l'espace sans terrain d'appui car il est sans patrie. C'est le témoin de la tragédie de tout un peuple ; le personnage est toujours dessiné de dos, visage tourné vers la Palestine, et les mains croisées en signe de refus des solutions proposées par les États-Unis et leurs alliés arabes et israéliens. Il ne devrait dévoiler son visage que le jour où la dignité arabe ne serait plus menacée et où il retrouverait sa terre natale.
Naji al-Alidit de Handala :

« Hantala est né à l’âge de 10 ans et depuis son exil les lois de la nature n’ont aucune emprise sur lui. Il ne recommencera à croître que lors de son retour sur sa terre natale. Il n’est pas un enfant bien portant, heureux, serein et couvé. Il va nu-pieds comme tous les enfants des camps de réfugiés. Ses cheveux sont ceux du hérisson qui utilise ses épines comme arme. Bien qu’il soit rude, il a l’odeur de l’ambre. Ses mains, toujours derrière son dos, sont le signe du rejet des solutions porteuses de l’idéologie impérialiste et sioniste. Au début il était un enfant palestinien, mais sa conscience s’est développée pour devenir celle d’une nation puis de l’humanité dans sa totalité. Il a fait la promesse de ne jamais se trahir. Hantala veut dire amertume. »

« Handala est le témoin de cette ère qui ne mourra jamais, il pénètre la vie avec une force qui ne le quitte jamais, une légende dont l’existence est un défi à l’éternité. Ce personnage que j’ai créé ne disparaîtra pas après moi. Je ne crois pas exagérer en disant que je serai immortalisé à travers lui. »

## Carrière en tant que caricaturiste et journaliste

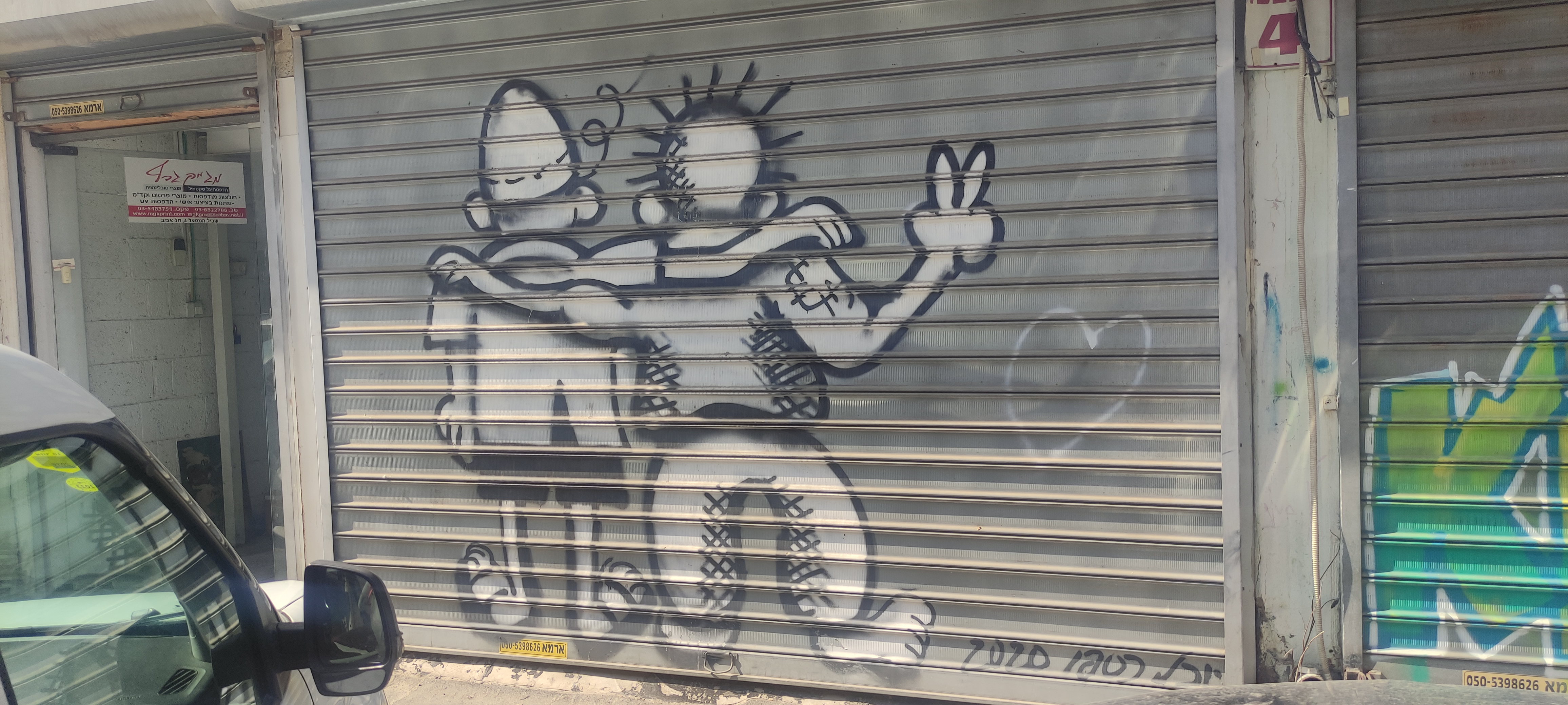
Graffiti de Yuval Caspi (2020) à Tel Aviv, représentant l'amitié espérée entre deux caricatures nationales célèbres : Srulik de Kariel Gardosh, figurant Israël et Handala de Naji al-Ali, figurant le peuple palestinien.

En 1959, al-Ali retourne au Liban, et rejoint le Mouvement nationaliste arabe, mais est exclu par quatre fois pour manque de discipline de parti. Entre 1960 et 1961, avec ses camarades du MNA, il publie un journal politique manuscrit, Al-Sarkha (Le cri).
En 1960, il entre à l'Académie libanaise des Arts, mais est incapable de continuer ses études car arrêté pour des motifs politiques peu de temps après. Après sa libération, il part pour Tyr, où il travaille à l'école Ja'fariya comme professeur de dessin.
L'écrivain et militant Ghassan Kanafani vit certains dessins d'al-Ali pendant une visite à Ain al-Hilweh et permit la diffusion de ses premiers dessins avec un article dans Al-Hurriya, numéro 88 du 25 septembre 1961.
En 1963, al-Ali part pour le Koweït, espérant économiser de l'argent pour étudier l'art au Caire ou à Rome. Il y travaille comme rédacteur, caricaturiste, dessinateur et producteur de journal dans le journal nationaliste arabe Al-Tali'a. À partir de 1968, il travaille pour Al-Siyassa. Pendant ces années, il retourne au Liban plusieurs fois. En 1974, il commence à travailler pour le journal libanais As-Safir, ce qui lui permit de retourner au Liban pendant une plus longue période. Pendant l'invasion israélienne du Liban en 1982, il est brièvement détenu par les forces d'occupation avec d'autres résidents d'Ain al-Hilweh. En 1983, il repart pour le Koweït pour travailler pour Al-Qabas et en 1985, il part pour Londres où il travaille pour l'édition internationale du journal jusqu'à sa mort.
En 1984, The Guardian le décrit comme "la plus proche chose qu'il y a d'une opinion publique arabe"[pas clair].

## Travail, positions et récompenses
Dans sa carrière de caricaturiste politique, Naji al-Ali a produit plus de 40 000 dessins. Ils traitaient généralement de la situation du peuple palestinien, décrivant ses souffrances et sa résistance, et critiquant très durement le leadership palestinien et les régimes arabes. Il était un féroce opposant à toute solution qui n'inclurait pas le droit des Palestiniens à toute la Palestine historique, et nombre de ses dessins exprimait ce point de vue. Contrairement à de nombreux caricaturistes, des politiciens spécifiques n'apparaissent pas dans ses dessins, selon lui, « … j'ai une perspective de classe, c'est pourquoi mes dessins prennent cette forme. Ce qui est important est de dessiner des situations et réalités, et pas de dessiner des présidents et leaders ».
Il publia trois livres de ses caricatures, en 1976, 1983 et 1985, il en préparait un autre au moment de son assassinat.
En 1979, il fut élu président de la Ligue des Caricaturites arabes. En 1979 et 1980, il reçut le premier prix lors de l'exposition des caricaturistes arabes à Damas. En 1988, l'Association mondiale des journaux attribue le prix Golden Pen of Freedom, reçu par sa femme Widad et son fils Khaled. 
L'Association mondiale des journaux le décrit comme un des plus grands caricaturistes depuis la fin du XXe siècle.

## Assassinat
Le mercredi 22 juillet 1987,  vers 17h13, Naji al-Ali gare sa voiture à Ives Street à Chelsea, Londres, à moins de 30 mètres de Alqabas Aldawliya, le journal koweïtien où il travaille. Un de ses collègues raconte qu'il l'a vu marcher dans la direction des locaux du journal, suivi par un homme aux cheveux noirs portant une veste en jean. Quelques secondes plus tard, il entend un coup de feu et voit Naji al-Ali par terre et l'homme qui le suivait fuir. Le samedi 29 août, 38 jours plus tard, al-Ali succombe à ses blessures. Il souhaitait être enterré à Ain al-Hilweh aux côtés de son père, ce qui fut impossible à faire et il fut enterré au cimetière islamique Brookwood en dehors de Londres.
Selon un porte-parole du journal koweïtien Al Qabas, où al-Ali travailla près de trois ans, le caricaturiste a reçu plus de 100 menaces de mort durant sa carrière. Ses collègues au journal ont rapporté qu'une bande koweïtienne avait essayé de le tuer avant qu'il ne soit parti du pays. Par la suite, il n'a pas voulu vivre dans un autre pays du Moyen-Orient parce qu'il craignait pour sa vie. Un collègue de Naji Al-Ali a révélé qu'un haut responsable de l'OLP, l'organisation de libération de la Palestine de Yasser Arafat, a téléphoné au caricaturiste au milieu du mois de juin et lui a dit : « Vous devez corriger votre attitude. » « Ne dites rien contre les personnes honnêtes, autrement nous aurons des raisons pour vous régler votre compte ». Le 24 juin, malgré les avertissements, il publie un dessin se moquant d'Arafat et ses acolytes.
La police britannique a arrêté un jeune étudiant palestinien, Ismail Hassan Saouane, après avoir trouvé une cache d'armes dans son appartement, qui, selon les dires de la police, serviraient à des attaques terroristes en Europe ; il fut condamné pour possession d'armes et d'explosifs. Saouane était membre de l'OLP, bien que l'organisation ait nié toute implication. Pendant son interrogatoire, Saouane affirma qu'il travaillait pour les services secrets israéliens (le Mossad), qui selon lui étaient au courant du meurtre du caricaturiste. En refusant de fournir les informations utiles à leurs collègues britanniques, le Mossad s'attira la méfiance de l'Angleterre, qui expulsa deux diplomates israéliens de Londres. Margaret Thatcher, premier ministre de l'époque, ordonna la fermeture des bureaux du Mossad à Palace Green, Kensington.
Trente ans après sa mort, la police britannique a décidé de rouvrir l'enquête pour trouver d'éventuels témoins sur cette affaire, qui n'est toujours pas élucidée à ce jour,.

## Commémoration
Une statue de Naji al-Ali réalisée par le sculpteur Charbel Faris a été érigée à l'entrée nord du camp Ain al-Hiweh. Peu de temps après elle fut endommagée dans une explosion [à preciser], re-érigée de nouveau, puis par la suite disparut ; son destin demeure ensuite inconnu,.

## Ouvrage
- Le livre de Handala, ré-édité après 2011 chez Transit Librairie depuis le 13 juin 2015.